# Pedras de Maria da Cruz
Pedras de Maria da Cruz é um município brasileiro do estado de Minas Gerais. Sua população recenseada em 2022 era de 10 433 habitantes.
Sua área territorial é de 1 525,648 km².

## História
Pedras de Maria da Cruz, distrito criado em 1911 e subordinado ao município de Januária, foi elevado à categoria de município pela Lei Estadual nº 10704, de 27 de abril de 1992.
O município tem seu nome em homenagem a Maria da Cruz, administradora da fazenda "Pedras de Baixo" e casada com Salvador Cardoso de Oliveira, sobrinho do bandeirante Matias Cardoso. Maria da Cruz foi uma figura importante nos Motins do Sertão do Rio São Francisco de 1736 e sua fazenda deu origem ao povoado de Pedras de Baixo, depois renomeado de Pedras de Maria da Cruz.

## Economia
A maior parte de seus habitantes se encontra na zona rural, trabalhando com a agricultura e a pecuária.